# Roland Willemyns
Roland Willemyns (Diksmuide, 15 mei 1943) is een voormalig Belgisch hoogleraar Nederlandse taalkunde. 

## Levensloop
Willemyns promoveerde tot doctor in de Germaanse filologie en werd hoogleraar aan de Vrije Universiteit Brussel.
Na een opleiding historische taalkunde en dialectologie onder A. van Loey (VUB) breidde hij zijn belangstelling voor taalvariabiliteit uit naar sociale variatie, aansluitend bij de discipline sociolinguïstiek (zowel taalsociologische als correlationele aspecten).
Begin jaren 1990 introduceerde hij de historische sociolinguïstiek, een nieuwe en populair geworden discipline in het Nederlands taalgebied. Hij begon met onderzoek naar taalvariatie in de 19de eeuw, een veld dat hij met zijn VUB-researchteam onderzocht en door de analyse van nooit eerder voor linguïstisch onderzoek gebruikte archiefbronnen tot interessante onderzoeksresultaten leidde, die een nieuw licht wierpen op de geschiedenis van het Nederlands. Hij publiceerde uitvoerig over de geschiedenis van het Nederlands en zijn varianten.
Onder zijn publicaties (zo'n 290 titels met vele internationale bijdragen) komen de vele facetten van zijn werk aan bod, zoals taalvariatie, taalcontact en meertaligheid.

## Publicaties
- Bijdrage tot de studie van de klankleer van het Brugs op het einde van de middeleeuwen, 1971.
- Het niet-literair Nederlands, 1979.
- De term 'vrijzinnigheid'. Een eerste poging tot vergelijkend semantisch onderzoek van het woordveld, 1980.
- Sociolinguïîstiek en Ideologie, 1982.
- Aspecten van vrijzinnigheid in Vlaanderen, 1984.
- Het verhaal van een taal, 1993, met Jan de Vries en Peter Burger.
- Language Contact at the Romance-Germanic language border, Clevedon, Multilingual Matters, 2002, met Jeanine Treffers).
- Het verhaal van het Vlaams, 2003.
- Het verhaal van het Nederlands, 2009, met Nicoline van der Sijs
- Dutch: Biography of a Language, Oxford University Press, 2013.
- Johan-Hendrik Van Dale, VWS-cahier, nr. 64, 176.
- Willem Weydts, VWS-cahier, nr. 111, 1985.

## Eerbetoon
- Hij was lid van de Koninklijke Academie voor Nederlandse Taal en Letteren (1983-2019).
- Hij was gedurende twintig jaar bestuurder van de Nederlandse Taalunie, van het Instituut voor Nederlandse Taal en van de Internationale Vereniging voor Neerlandistiek.
- Hij was tien jaar lid van de "Commissie taal- en letterkunde" van het Fonds voor Wetenschappelijk Onderzoek (FWO).
- Hij bezette de Rubens Chair in Berkeley (Californië).
- Hij bezette de Belgian Chair van de University of London.
- Hij bezette vele gastprofessoraten binnen en buiten Europa.
- In 2014 ontving hij "voor zijn gezamenlijk werk" de Prijs voor Meesterschap van de Maatschappij der Nederlandse Letterkunde in Leiden.